# Lijst van records en statistieken van het Europees kampioenschap voetbal mannen
Dit artikel geeft een overzicht van de records en statistieken van de eindronden van het Europees kampioenschap voetbal mannen. De gegevens zijn correct tot en met het EK 2024. Sinds 1960 zijn er op 17 eindtoernooien van het UEFA Europees kampioenschap voetbal mannen 946 doelpunten gemaakt in 388 wedstrijden in 20 landen, gespeeld door 41 landenteams, waarvan er 10 zich ooit tot Europees kampioen kroonden.

## Deelnames
| Aantal deelnames per land | Aantal deelnames per land | Aantal deelnames per land | Aantal deelnames per land | Aantal deelnames per land | Aantal deelnames per land |
| №                         | Land                      | Deelnames                 | Eerst                     | Laatst                    |                           |
| ------------------------- | ------------------------- | ------------------------- | ------------------------- | ------------------------- | ------------------------- |
| 1.                        | Duitsland                 | 14                        | 1972                      | 2024                      |                           |
| 2.                        | Spanje                    | 12                        | 1964                      | 2024                      |                           |
| 3.                        | Engeland                  | 11                        | 1968                      | 2024                      |                           |
| 3.                        | Frankrijk                 | 11                        | 1960                      | 2024                      |                           |
| 3.                        | Italië                    | 11                        | 1968                      | 2024                      |                           |
| 3.                        | Nederland                 | 11                        | 1976                      | 2024                      |                           |
| 7.                        | Denemarken                | 10                        | 1964                      | 2024                      |                           |
| 8.                        | Portugal                  | 9                         | 1984                      | 2024                      |                           |
| 9.                        | Tsjechië                  | 8                         | 1996                      | 2024                      |                           |
| 9.                        | België                    | 7                         | 1972                      | 2024                      |                           |
| 9.                        | Kroatië                   | 7                         | 1996                      | 2024                      |                           |
| 9.                        | Zweden                    | 7                         | 1992                      | 2020                      |                           |
| 13.                       | Roemenië                  | 6                         | 1984                      | 2024                      |                           |
| 13.                       | Rusland                   | 6                         | 1996                      | 2020                      |                           |
| 13.                       | Zwitserland               | 6                         | 1996                      | 2024                      |                           |
| 13.                       | Turkije                   | 6                         | 1996                      | 2024                      |                           |
| 17.                       | Hongarije                 | 5                         | 1964                      | 2024                      |                           |
| 17.                       | Polen                     | 5                         | 2008                      | 2024                      |                           |
| 17.                       | Sovjet-Unie               | 5                         | 1960                      | 1988                      |                           |
| 20.                       | Griekenland               | 4                         | 1980                      | 2012                      |                           |
| 20.                       | Joegoslavië               | 4                         | 1960                      | 1984                      |                           |
| 20.                       | Oekraïne                  | 4                         | 2012                      | 2024                      |                           |
| 20.                       | Oostenrijk                | 4                         | 2008                      | 2024                      |                           |
| 20.                       | Schotland                 | 4                         | 1992                      | 2024                      |                           |
| 25.                       | Ierland                   | 3                         | 1988                      | 2016                      |                           |
| 25.                       | Slowakije                 | 3                         | 2016                      | 2024                      |                           |
| 25.                       | Tsjecho-Slowakije         | 3                         | 1960                      | 1980                      |                           |
| 27.                       | Albanië                   | 2                         | 2016                      | 2024                      |                           |
| 27.                       | Bulgarije                 | 2                         | 1996                      | 2004                      |                           |
| 27.                       | Slovenië                  | 2                         | 2000                      | 2024                      |                           |
| 27.                       | Wales                     | 2                         | 2016                      | 2020                      |                           |
| 32.                       | Finland                   | 1                         | 2020                      | 2020                      |                           |
| 32.                       | GOS                       | 1                         | 1992                      | 1992                      |                           |
| 32.                       | Georgië                   | 1                         | 2024                      | 2024                      |                           |
| 32.                       | IJsland                   | 1                         | 2016                      | 2016                      |                           |
| 32.                       | Letland                   | 1                         | 2004                      | 2004                      |                           |
| 32.                       | Noord-Ierland             | 1                         | 2016                      | 2016                      |                           |
| 32.                       | Noord-Macedonië           | 1                         | 2020                      | 2020                      |                           |
| 32.                       | Noorwegen                 | 1                         | 2000                      | 2000                      |                           |
| 32.                       | Servië                    | 1                         | 2024                      | 2024                      |                           |
| 32.                       | Servië en Montenegro      | 1                         | 2000                      | 2000                      |                           |

Schuingedrukte landen zijn voormalige teams wiens opvolger later nog deelnam aan het toernooi.
- Aan de meeste EK's deelgenomen: 14 – (West-)Duitsland (1972, 1976, 1980, 1984, 1988, 1992, 1996, 2000, 2004, 2008, 2012, 2016, 2020, 2024)
  - Aan de meeste EK's deelgenomen zonder ooit Europees kampioen te worden: 11 – Engeland (1968, 1980, 1988, 1992, 1996, 2000, 2004, 2012, 2016, 2020, 2024)
  - Aan de meeste EK's deelgenomen zonder ooit een finale te spelen: 7 – Zweden (1992, 2000, 2004, 2008, 2012, 2016, 2020), Kroatië (1996, 2004, 2008, 2012, 2016, 2020, 2024)
  - Aan de meeste EK's deelgenomen zonder ooit een halve finale te spelen: 7 – Kroatië (1996, 2004, 2008, 2012, 2016, 2020, 2024)
  - Aan de meeste EK's deelgenomen zonder de laatste 8 te bereiken: 4 – Oostenrijk (2008, 2016, 2020, 2024)
  - Aan de meeste EK's deelgenomen zonder ooit de laatste 16 te bereiken: 2 – Albanië (2016, 2024)
  - Aan de meeste EK's deelgenomen zonder te zijn uitgeschakeld in de eerste ronde: 9 – Portugal (1984, 1996, 2000, 2004, 2008, 2012, 2016, 2020, 2024)
  - Aan de meeste EK's deelgenomen zonder de tweede ronde te hebben bereikt: 4 – Schotland (1992, 1996, 2020, 2024)
- Aan de meeste opeenvolgende EK's deelgenomen: 14 – (West-)Duitsland (1972–2024)
- Langste periode tussen opeenvolgende deelnames: 44 jaar – Hongarije (1972–2016)
- Aan de minste EK's deelgenomen met ooit een Europees kampioenschap te hebben gewonnen: 3 – Tsjecho-Slowakije (1960, 1976, 1980)
  - Aan de minste EK's deelgenomen met ooit een finale te hebben gespeeld: 3 – Tsjecho-Slowakije (1960, 1976, 1980)
  - Aan de minste EK's deelgenomen met ooit een halve finale te hebben gespeeld: 2 – Wales (2016, 2020)
  - Aan de minste EK's deelgenomen met ooit de laatste 8 te hebben bereikt: 1 – Gemenebest van Onafhankelijke Staten (1992), Servië en Montenegro (2000), IJsland (2016)

## Prestaties
| EK-ranglijst aller tijden | EK-ranglijst aller tijden | EK-ranglijst aller tijden | EK-ranglijst aller tijden | EK-ranglijst aller tijden | EK-ranglijst aller tijden | EK-ranglijst aller tijden | EK-ranglijst aller tijden | EK-ranglijst aller tijden | EK-ranglijst aller tijden | EK-ranglijst aller tijden           |
| №                         | Land                      | GW                        | W                         | G                         | V                         | Punten                    | DV                        | DT                        | +/–                       | Beste resultaat                     |
| ------------------------- | ------------------------- | ------------------------- | ------------------------- | ------------------------- | ------------------------- | ------------------------- | ------------------------- | ------------------------- | ------------------------- | ----------------------------------- |
| 01.                       | Duitsland                 | 58                        | 30                        | 14                        | 14                        | 104                       | 89                        | 59                        | +30                       | Kampioen (1972, 1980, 1996)         |
| 02.                       | Spanje                    | 53                        | 28                        | 15                        | 10                        | 99                        | 83                        | 46                        | +37                       | Kampioen (1964, 2008, 2012, 2024)   |
| 03.                       | Italië                    | 49                        | 22                        | 19                        | 8                         | 85                        | 55                        | 36                        | +19                       | Kampioen (1968, 2020)               |
| 04.                       | Frankrijk                 | 49                        | 23                        | 15                        | 11                        | 84                        | 73                        | 53                        | +20                       | Kampioen (1984, 2000)               |
| 05.                       | Nederland                 | 45                        | 23                        | 9                         | 13                        | 78                        | 75                        | 48                        | +27                       | Kampioen (1988)                     |
| 06.                       | Portugal                  | 43                        | 20                        | 12                        | 11                        | 72                        | 61                        | 41                        | +20                       | Kampioen (2016)                     |
| 07.                       | Engeland                  | 45                        | 18                        | 16                        | 11                        | 70                        | 59                        | 43                        | +16                       | Finale (2020, 2024)                 |
| 08.                       | België                    | 26                        | 12                        | 3                         | 11                        | 39                        | 33                        | 30                        | +3                        | Finale (1980)                       |
| 09.                       | Denemarken                | 37                        | 10                        | 9                         | 18                        | 39                        | 44                        | 54                        | -10                       | Kampioen (1992)                     |
| 10.                       | Tsjechië                  | 32                        | 12                        | 5                         | 15                        | 37                        | 39                        | 42                        | -3                        | Finale (1996)                       |
| 11.                       | Kroatië                   | 25                        | 9                         | 8                         | 8                         | 34                        | 33                        | 34                        | -1                        | Kwartfinales (1996, 2008)           |
| 12.                       | Zweden                    | 24                        | 7                         | 7                         | 10                        | 28                        | 30                        | 28                        | +2                        | Halve finales (1992)                |
| 13.                       | Zwitserland               | 23                        | 5                         | 11                        | 7                         | 26                        | 24                        | 28                        | -4                        | Kwartfinales (2020, 2024)           |
| 14.                       | Sovjet-Unie               | 13                        | 7                         | 2                         | 4                         | 23                        | 17                        | 12                        | +5                        | Kampioen (1960)                     |
| 15.                       | Turkije                   | 23                        | 7                         | 2                         | 14                        | 23                        | 22                        | 38                        | -16                       | Halve finales (2008)                |
| 16.                       | Rusland                   | 20                        | 6                         | 3                         | 11                        | 21                        | 22                        | 36                        | -14                       | Halve finales (2008)                |
| 17.                       | Griekenland               | 16                        | 5                         | 3                         | 8                         | 18                        | 14                        | 20                        | -6                        | Kampioen (2004)                     |
| 18.                       | Wales                     | 10                        | 5                         | 1                         | 4                         | 16                        | 13                        | 12                        | +1                        | Halve finales (2016)                |
| 19.                       | Oostenrijk                | 14                        | 4                         | 2                         | 8                         | 14                        | 14                        | 18                        | -4                        | Achtste finales (2020, 2024)        |
| 20.                       | Polen                     | 16                        | 2                         | 7                         | 7                         | 13                        | 13                        | 20                        | -7                        | Kwartfinales (2016)                 |
| 21.                       | Oekraïne                  | 14                        | 4                         | 1                         | 9                         | 13                        | 10                        | 23                        | -13                       | Kwartfinales (2020)                 |
| 22.                       | Tsjecho-Slowakije         | 8                         | 3                         | 3                         | 2                         | 12                        | 12                        | 10                        | +2                        | Kampioen (1976)                     |
| 23.                       | Roemenië                  | 20                        | 2                         | 6                         | 12                        | 12                        | 14                        | 27                        | -13                       | Kwartfinales (2000)                 |
| 24.                       | Slowakije                 | 11                        | 3                         | 2                         | 6                         | 11                        | 9                         | 18                        | -9                        | Achtste finales (2016, 2024)        |
| 25.                       | Schotland                 | 12                        | 2                         | 3                         | 7                         | 9                         | 7                         | 17                        | -10                       | Groepsfase (1992, 1996, 2020, 2024) |
| 26.                       | Hongarije                 | 14                        | 3                         | 4                         | 7                         | 13                        | 16                        | 25                        | -9                        | Halve finales (1964, 1972)          |
| 27.                       | IJsland                   | 5                         | 2                         | 2                         | 1                         | 8                         | 8                         | 9                         | -1                        | Kwartfinales (2016)                 |
| 28.                       | Ierland                   | 10                        | 2                         | 2                         | 6                         | 8                         | 6                         | 17                        | -11                       | Achtste finales (2016)              |
| 29.                       | Joegoslavië               | 10                        | 2                         | 1                         | 7                         | 7                         | 14                        | 26                        | -12                       | Finale (1960, 1968)                 |
| 30.                       | Slovenië                  | 7                         | 0                         | 6                         | 1                         | 6                         | 6                         | 7                         | -1                        | Achtste finales (2024)              |
| 31.                       | Noorwegen                 | 3                         | 1                         | 1                         | 1                         | 4                         | 1                         | 1                         | 0                         | Groepsfase (2000)                   |
| 32.                       | Georgië                   | 4                         | 1                         | 1                         | 2                         | 4                         | 5                         | 8                         | -3                        | Achtste finales (2024)              |
| 33.                       | Albanië                   | 6                         | 1                         | 1                         | 4                         | 4                         | 4                         | 8                         | -4                        | Groepsfase (2016, 2024)             |
| 34.                       | Servië en Montenegro      | 4                         | 1                         | 1                         | 2                         | 4                         | 8                         | 13                        | -5                        | Kwartfinales (2000)                 |
| 35.                       | Bulgarije                 | 6                         | 1                         | 1                         | 4                         | 4                         | 4                         | 13                        | -9                        | Groepsfase (1996, 2004)             |
| 36.                       | Noord-Ierland             | 4                         | 1                         | 0                         | 3                         | 3                         | 2                         | 3                         | -1                        | Achtste finales (2016)              |
| 37.                       | Finland                   | 3                         | 1                         | 0                         | 2                         | 3                         | 1                         | 3                         | -2                        | Groepsfase (2020)                   |
| 38.                       | Servië                    | 3                         | 0                         | 2                         | 1                         | 2                         | 1                         | 2                         | -1                        | Groepsfase (2024)                   |
| 39.                       | GOS                       | 3                         | 0                         | 2                         | 1                         | 2                         | 1                         | 4                         | -3                        | Groepsfase (1992)                   |
| 40.                       | Letland                   | 3                         | 0                         | 1                         | 2                         | 1                         | 1                         | 5                         | -4                        | Groepsfase (2004)                   |
| 41.                       | Noord-Macedonië           | 3                         | 0                         | 0                         | 3                         | 0                         | 2                         | 8                         | -6                        | Groepsfase (2020)                   |

Er wordt uitgegaan van het driepuntensysteem. Schuingedrukte landen zijn voormalige teams wiens opvolger later nog deelnam aan het toernooi.
- Meeste gewonnen wedstrijden: 30 – Duitsland
  - Meeste gewonnen wedstrijden zonder ooit Europees kampioen te worden: 18 – Engeland
  - Meeste gewonnen wedstrijden op één toernooi: 7 – Spanje (2024)
    - Meeste gewonnen wedstrijden op één toernooi zonder dat toernooi te winnen: 5 – Frankrijk (2016), Engeland (2020)

  - Meeste opeenvolgende gewonnen wedstrijden: 7 – Spanje (2024)
    - Meeste opeenvolgende gewonnen wedstrijden op één toernooi: 7 – Spanje (2024)
- Meeste gespeelde wedstrijden zonder ooit te winnen: 7 – Slovenië
- Meeste gelijkgespeelde wedstrijden: 19 – Italië
- Meeste gespeelde wedstrijden zonder ooit gelijk te spelen: 4 – Noord-Ierland
- Meeste verloren wedstrijden: 18 – Denemarken
- Minste verloren wedstrijden: 1 – Gemenebest van Onafhankelijke Staten, IJsland, Noorwegen, Servië, Slovenië

- Meeste keren in de top 4 geëindigd: 9 – (West-)Duitsland (1972, 1976, 1980, 1988, 1992, 1996, 2008, 2012, 2016)
  - Meeste keren in de top 4 geëindigd zonder ooit Europees kampioen te worden: 4 – Engeland (1968, 1996, 2020, 2024)
  - Meeste opeenvolgende keren in de top 4 geëindigd: 4 – Sovjet-Unie (1960–1972)
- Meeste keren uitgeschakeld in de halve finales: 5 – Nederland (1976, 1992, 2000, 2004, 2024)
- Meeste keren uitgeschakeld in de kwartfinales: 3 – Portugal (1996, 2008, 2024)
- Meeste keren uitgeschakeld in de achtste finales: 2 – Kroatië (2016, 2020), Slowakije (2016, 2024), Oostenrijk (2020, 2024)
- Meeste keren uitgeschakeld in de groepsfase: 5 – Rusland (1996, 2004, 2012, 2016, 2020)
- Meeste opeenvolgende keren uitgeschakeld in de halve finales: 2 – Nederland (2000–2004), Duitsland (2012–2016)
- Meeste opeenvolgende keren uitgeschakeld in de kwartfinales: 2 – Spanje (1996–2000), België (2016–2020), Zwitserland (2020–2024)
- Meeste opeenvolgende keren uitgeschakeld in de achtste finales: 2 – Kroatië (2016–2020), Oostenrijk (2020–2024)
- Meeste opeenvolgende keren uitgeschakeld in de groepsfase: 3 – Zweden (2008–2016), Rusland (2012–2020)

## Finales
| Finale per EK | Finale per EK     | Finale per EK           | Finale per EK  | Finale per EK                     | Finale per EK        |
| EK            | Kampioen          | Score                   | Finalist       | Stadion                           | Man van de wedstrijd |
| ------------- | ----------------- | ----------------------- | -------------- | --------------------------------- | -------------------- |
| 1960          | Sovjet-Unie       | 2 – 1 n.v.              | Joegoslavië    | Parc des Princes, Parijs          | Geen uitreiking      |
| 1964          | Spanje            | 2 – 1                   | Sovjet-Unie    | Estadio Santiago Bernabéu, Madrid | Geen uitreiking      |
| 1968          | Italië            | 1 – 1 n.v. 2 – 0 (re)   | Joegoslavië    | Stadio Olimpico, Rome             | Geen uitreiking      |
| 1972          | West-Duitsland    | 3 – 0                   | Sovjet-Unie    | Heizelstadion, Brussel            | Geen uitreiking      |
| 1976          | Tsjecho-Slowakije | 2 – 2 n.v. (5–3 n.s.)   | West-Duitsland | Rode Sterstadion, Belgrado        | Geen uitreiking      |
| 1980          | West-Duitsland    | 2 – 1                   | België         | Stadio Olimpico, Rome             | Geen uitreiking      |
| 1984          | Frankrijk         | 2 – 0                   | Spanje         | Parc des Princes, Parijs          | Geen uitreiking      |
| 1988          | Nederland         | 2 – 0                   | Sovjet-Unie    | Olympiastadion, München           | Geen uitreiking      |
| 1992          | Denemarken        | 2 – 0                   | Duitsland      | Ullevi, Göteborg                  | Geen uitreiking      |
| 1996          | Duitsland         | 2 – 1 (g.g.)            | Tsjechië       | Wembley Stadium, Londen           | Karel Poborský       |
| 2000          | Frankrijk         | 2 – 1 (g.g.)            | Italië         | Stadion Feijenoord, Rotterdam     | Francesco Totti      |
| 2004          | Griekenland       | 1 – 0                   | Portugal       | Estádio da Luz, Lissabon          | Theodoros Zagorakis  |
| 2008          | Spanje            | 1 – 0                   | Duitsland      | Ernst Happelstadion, Wenen        | Fernando Torres      |
| 2012          | Spanje            | 4 – 0                   | Italië         | NSK Olimpiejsky, Kiev             | Andrés Iniesta       |
| 2016          | Portugal          | 1 – 0 n.v.              | Frankrijk      | Stade de France, Saint-Denis      | Pepe                 |
| 2020          | Italië            | 1 – 1 n.v. (3 – 2 n.s.) | Engeland       | Wembley Stadium, Londen           | Leonardo Bonucci     |
| 2024          | Spanje            | 2 – 1                   | Engeland       | Olympiastadion, Berlijn           | Nico Williams        |

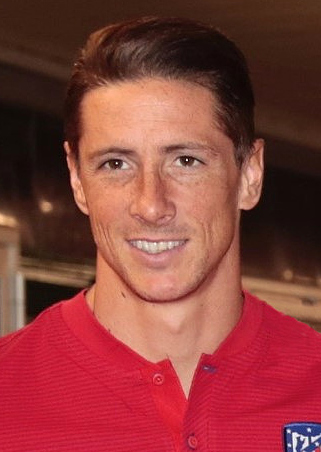
Fernando Torres is de enige speler die in twee verschillende EK-finales scoorde.

- Grootste uitslag in een finale: 4–0 – 2012 (Spanje–Italië)
- Meeste doelpunten in een finale: 4 – 1976 (Tsjecho-Slowakije 2–2 West-Duitsland), 2012 (Spanje 4–0 Italië)
- Meeste gemaakte doelpunten in finales: 2 – Gerd Müller (West-Duitsland: 1972), Horst Hrubesch (West-Duitsland: 1980), Oliver Bierhoff (Duitsland: 1996), Fernando Torres (Spanje: 2008, 2012)
- Meeste gemaakte doelpunten in één finale: 2 – Gerd Müller (West-Duitsland: 1972), Horst Hrubesch (West-Duitsland: 1980), Oliver Bierhoff (Duitsland: 1996)
- In de meeste finales een doelpunt gemaakt: 2 – Fernando Torres (Spanje: 2008, 2012)[5]
- Snelste doelpunt in een finale: 1 minuut, 56 seconden – Luke Shaw (Engeland: 2020)[6]
- Laatste doelpunt in een finale: 113de minuut – Viktor Ponedelnik (Sovjet-Unie: 1960)
- Laatste doelpunt in een finale exclusief verlenging: 93 minuten, 3 seconden – Sylvain Wiltord (Frankrijk: 2000)
- Laatste openingsdoelpunt in een finale: 109de minuut – Éder (Portugal: 2016)
- Jongste speler in een finale: 17 jaar, 1 dag – Lamine Yamal (Spanje: 2024)[7]
- Oudste speler in een finale: 38 jaar, 232 dagen – Jens Lehmann (Duitsland: 2008)[8]
  - Oudste winnende speler in een finale: 37 jaar, 23 dagen – Arnold Mühren (Nederland: 1988)[8]
- Jongste doelpuntenmaker in een finale: 20 jaar, 63 dagen – Pietro Anastasi (Italië: 1968)[7]
- Oudste doelpuntenmaker in een finale: 34 jaar, 71 dagen – Leonardo Bonucci (Italië: 2020)

### Finalisten
| Landen die ooit een EK-finale speelden | Landen die ooit een EK-finale speelden | Landen die ooit een EK-finale speelden | Landen die ooit een EK-finale speelden |
| Land                                   | Europees kampioen                      | Verliezend finalist                    | Finalist                               |
| -------------------------------------- | -------------------------------------- | -------------------------------------- | -------------------------------------- |
| Spanje                                 | 4× (1964, 2008, 2012, 2024)            | 1× (1984)                              | 5×                                     |
| Duitsland                              | 3× (1972, 1980, 1996)                  | 3× (1976, 1992, 2008)                  | 6×                                     |
| Italië                                 | 2× (1968, 2020)                        | 2× (2000, 2012)                        | 4×                                     |
| Frankrijk                              | 2× (1984, 2000)                        | 1× (2016)                              | 3×                                     |
| Sovjet-Unie                            | 1× (1960)                              | 3× (1964, 1972, 1988)                  | 4×                                     |
| Portugal                               | 1× (2016)                              | 1× (2004)                              | 2×                                     |
| Denemarken                             | 1× (1992)                              | 0×                                     | 1×                                     |
| Griekenland                            | 1× (2004)                              | 0×                                     | 1×                                     |
| Nederland                              | 1× (1988)                              | 0×                                     | 1×                                     |
| Tsjecho-Slowakije                      | 1× (1976)                              | 0×                                     | 1x                                     |
| Engeland                               | 0×                                     | 2× (2020, 2024)                        | 2×                                     |
| Joegoslavië                            | 0×                                     | 2× (1960, 1968)                        | 2×                                     |
| België                                 | 0×                                     | 1× (1980)                              | 1×                                     |
| Tsjechië                               | 0×                                     | 1× (1996)                              | 1×                                     |

- Meeste gespeelde finales: 6 – Duitsland (1972, 1976, 1980, 1992, 1996, 2008)
  - Meeste gespeelde finales zonder er een te winnen: 2 – Engeland (2020, 2024), Joegoslavië (1960, 1968)
  - Meeste gespeelde finales zonder er een te verliezen: 1 – Tsjecho-Slowakije (1976), Nederland (1988), Denemarken (1992), Griekenland (2004)
- Meeste gewonnen finales: 4 – Spanje (1964, 2008, 2012, 2024)
- Meeste verloren finales: 3 – Sovjet-Unie (1964, 1972, 1988), Duitsland (1976, 1992, 2008)
- Meeste opeenvolgende finales gespeeld: 3 – Duitsland (1972, 1976, 1980)
- Meeste opeenvolgende finales gewonnen: 2 – Spanje (2008, 2012)
- Meeste opeenvolgende finales verloren: 2 – Engeland (2020, 2024)
- Langste gat tussen opeenvolgende gespeelde finales: 32 jaar, 22 dagen – Italië (1968–2000)
- Langste gat tussen opeenvolgende gewonnen finales: 53 jaar, 31 dagen – Italië (1968–2020)[9]

## Wedstrijden
- Meeste gespeelde wedstrijden per land: 58 – Duitsland
- Meeste gespeelde wedstrijden per land zonder kampioen te worden: 45 – Engeland
- Op de meeste toernooien een wedstrijd gespeeld: 6 – Cristiano Ronaldo (Portugal: 2004, 2008, 2012, 2016, 2020, 2024)[10]
- Jongste speler die in actie kwam: 16 jaar, 338 dagen – Lamine Yamal (Spanje: 2024)[7][11]
  - Jongste doelman die in actie kwam: 21 jaar, 108 dagen – José Iribar (Spanje: 1964)[7]
  - Jongste speler die in actie kwam in de knock-outfase: 16 jaar, 353 dagen – Lamine Yamal (Spanje: 2024)[7]
- Oudste speler die in actie kwam: 41 jaar, 130 dagen – Pepe (Portugal: 2024)[8][11]
  - Oudste doelman die in actie kwam: 40 jaar, 86 dagen – Gábor Király (Hongarije: 2016)[8]

| Spelers met minstens zeventien gespeelde EK-wedstrijden | Spelers met minstens zeventien gespeelde EK-wedstrijden | Spelers met minstens zeventien gespeelde EK-wedstrijden | Spelers met minstens zeventien gespeelde EK-wedstrijden | Spelers met minstens zeventien gespeelde EK-wedstrijden    | Spelers met minstens zeventien gespeelde EK-wedstrijden |
| №                                                       | Speler                                                  | Land                                                    | Wed.                                                    | Op gespeelde EK's                                          |                                                         |
| ------------------------------------------------------- | ------------------------------------------------------- | ------------------------------------------------------- | ------------------------------------------------------- | ---------------------------------------------------------- | ------------------------------------------------------- |
| 1.                                                      | Cristiano Ronaldo                                       | Portugal                                                | 30                                                      | 2004 (6), 2008 (3), 2012 (5), 2016 (7), 2020 (4), 2024 (5) |                                                         |
| 2.                                                      | Pepe                                                    | Portugal                                                | 23                                                      | 2008 (4), 2012 (5), 2016 (6), 2020 (4), 2024 (4)           |                                                         |
| 3.                                                      | Manuel Neuer                                            | Duitsland                                               | 20                                                      | 2012 (5), 2016 (6), 2020 (4), 2024 (5)                     |                                                         |
| 4.                                                      | Toni Kroos                                              | Duitsland                                               | 19                                                      | 2012 (4), 2016 (6), 2020 (4), 2024 (5)                     |                                                         |
| 4.                                                      | João Moutinho                                           | Portugal                                                | 19                                                      | 2008 (4), 2012 (5), 2016 (6), 2020 (4)                     |                                                         |
| 6.                                                      | Leonardo Bonucci                                        | Italië                                                  | 18                                                      | 2012 (6), 2016 (5), 2020 (7)                               |                                                         |
| 6.                                                      | Harry Kane                                              | Engeland                                                | 18                                                      | 2016 (4), 2020 (7), 2024 (7)                               |                                                         |
| 6.                                                      | Bastian Schweinsteiger                                  | Duitsland                                               | 18                                                      | 2004 (3), 2008 (5), 2012 (5), 2016 (5)                     |                                                         |
| 9.                                                      | Gianluigi Buffon                                        | Italië                                                  | 17                                                      | 2004 (3), 2008 (4), 2012 (6), 2016 (4)                     |                                                         |
| 9.                                                      | Giorgio Chiellini                                       | Italië                                                  | 17                                                      | 2008 (3), 2012 (5), 2016 (4), 2020 (5)                     |                                                         |
| 9.                                                      | Antoine Griezmann                                       | Frankrijk                                               | 17                                                      | 2016 (7), 2020 (4), 2024 (6)                               |                                                         |
| 9.                                                      | Álvaro Morata                                           | Spanje                                                  | 17                                                      | 2016 (4), 2020 (6), 2024 (7)                               |                                                         |
| 9.                                                      | Thomas Müller                                           | Duitsland                                               | 17                                                      | 2012 (5), 2016 (6), 2020 (4), 2024 (2)                     |                                                         |

In dikgedrukte jaartallen won de speler met zijn land het EK. Schuingedrukte spelers zijn nog actief.
- Meeste gespeelde wedstrijden: 30 – Cristiano Ronaldo (Portugal)
  - Meeste gespeelde wedstrijden zonder ooit Europees kampioen te worden: 20 – Manuel Neuer (Duitsland)
  - Meeste gespeelde wedstrijden als doelman: 20 – Manuel Neuer (Duitsland)

## Doelpunten
- Op de meeste toernooien gescoord: 5 – Cristiano Ronaldo (Portugal: 2004, 2008, 2012, 2016, 2020)[13]
- Jongste doelpuntenmaker: 16 jaar, 361 dagen – Lamine Yamal (Spanje: 2024)[11]
- Oudste doelpuntenmaker: 38 jaar, 289 dagen – Luka Modrić (Kroatië: 2024)[11][14]
- Meeste gemaakte doelpunten per toernooi: 142 – 2020[15]
- Hoogste gemiddelde aantal doelpunten per wedstrijd per toernooi:[16] 2,78 – 2020[15]
- Snelste gemaakte doelpunt: 23 seconden – Nedim Bajrami (2024: Albanië 1–2 Italië)[6]
  - Snelste gemaakte doelpunt in de knock-outfase: 57 seconden – Merih Demiral (2024: Turkije 2–1 Oostenrijk)
  - Snelste gemaakte doelpunt na een ander doelpunt: 16 seconden – András Schäfer (2020: Duitsland 2–2 Hongarije)[9]
  - Snelste gemaakte doelpunt op een EK door een invaller van Oranje: 137 seconden – Wout Weghorst (2024: Polen 1–2 Nederland)[17]
- Laatste gemaakte doelpunt: 121 minuten, 1 seconde – Semih Şentürk (2008: Turkije 1–1 Kroatië)
  - Laatste gemaakte doelpunt in reguliere speeltijd: 99 minuten, 32 seconden – Kevin Csoboth (2024: Hongarije 1–0 Schotland)[18]
  - Laatste gemaakte winnende doelpunt: 120 minuten, 37 seconden – Artem Dovbyk (2020: Oekraïne 2–1 Zweden)[19]
- Langste gat tussen twee doelpunten van één speler: 17 jaar, 15 dagen – Cristiano Ronaldo (Portugal: 2004–2020)[5]
- Meeste doelpuntenmakers voor één team in één wedstrijd: 5 – Spanje (2020: 5–3 Kroatië), Duitsland (2024: 5–1 Schotland)

### Aller tijden

#### Spelers
| Spelers met minstens zes EK-doelpunten | Spelers met minstens zes EK-doelpunten | Spelers met minstens zes EK-doelpunten | Spelers met minstens zes EK-doelpunten | Spelers met minstens zes EK-doelpunten | Spelers met minstens zes EK-doelpunten           |
| №                                      | Speler                                 | Land                                   | Goals                                  | Wed.                                   | Op gescoorde EK's                                |
| -------------------------------------- | -------------------------------------- | -------------------------------------- | -------------------------------------- | -------------------------------------- | ------------------------------------------------ |
| 1.                                     | Cristiano Ronaldo                      | Portugal                               | 14                                     | 30                                     | 2004 (2), 2008 (1), 2012 (3), 2016 (3), 2020 (5) |
| 2.                                     | Michel Platini                         | Frankrijk                              | 9                                      | 5                                      | 1984 (9)                                         |
| 3.                                     | Alan Shearer                           | Engeland                               | 7                                      | 9                                      | 1996 (5), 2000 (2)                               |
| 3.                                     | Antoine Griezmann                      | Frankrijk                              | 7                                      | 17                                     | 2016 (6), 2020 (1)                               |
| 3.                                     | Álvaro Morata                          | Spanje                                 | 7                                      | 17                                     | 2016 (3), 2020 (3), 2024 (1)                     |
| 3.                                     | Harry Kane                             | Engeland                               | 7                                      | 18                                     | 2020 (4), 2024 (3)                               |
| 7.                                     | Patrik Schick                          | Tsjechië                               | 6                                      | 7                                      | 2020 (5), 2024 (1)                               |
| 7.                                     | Ruud van Nistelrooij                   | Nederland                              | 6                                      | 8                                      | 2004 (4), 2008 (2)                               |
| 7.                                     | Patrick Kluivert                       | Nederland                              | 6                                      | 9                                      | 1996 (1), 2000 (5)                               |
| 7.                                     | Wayne Rooney                           | Engeland                               | 6                                      | 10                                     | 2004 (4), 2012 (1), 2016 (1)                     |
| 7.                                     | Thierry Henry                          | Frankrijk                              | 6                                      | 11                                     | 2000 (3), 2004 (2), 2008 (1)                     |
| 7.                                     | Zlatan Ibrahimović                     | Zweden                                 | 6                                      | 13                                     | 2004 (2), 2008 (2), 2012 (2)                     |
| 7.                                     | Robert Lewandowski                     | Polen                                  | 6                                      | 13                                     | 2012 (1), 2016 (1), 2020 (3), 2024 (1)           |
| 7.                                     | Romelu Lukaku                          | België                                 | 6                                      | 13                                     | 2016 (2), 2020 (4)                               |
| 7.                                     | Nuno Gomes                             | Portugal                               | 6                                      | 14                                     | 2000 (4), 2004 (1), 2008 (1)                     |

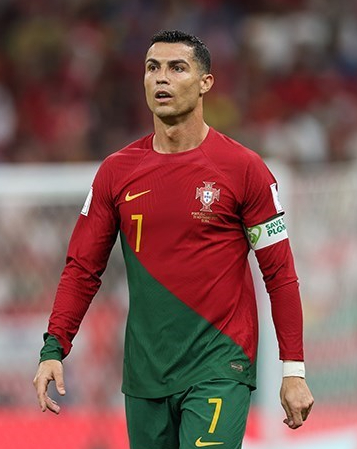
Cristiano Ronaldo is met 14 doelpunten EK-topscorer aller tijden.

In dikgedrukte jaartallen werd het land van de speler Europees kampioen. Schuingedrukte spelers zijn nog actief.
- Meeste gemaakte doelpunten: 14 – Cristiano Ronaldo (Portugal)
  - Meeste gemaakte doelpunten zonder ooit Europees kampioen te worden: 7 – Antoine Griezmann (Frankrijk), Harry Kane (Engeland), Alan Shearer (Engeland)
- Meeste gemaakte doelpunten in groepswedstrijden: 11 – Cristiano Ronaldo (Portugal)[21]
- Meeste gemaakte doelpunten in knock-outwedstrijden: 6 – Harry Kane (Engeland)
- Meeste verschillende wedstrijden waarin een speler scoorde: 10 – Cristiano Ronaldo (Portugal)

#### Landen
| Landen met minstens veertig gemaakte EK-goals | Landen met minstens veertig gemaakte EK-goals | Landen met minstens veertig gemaakte EK-goals | Landen met minstens veertig gemaakte EK-goals |
| №                                             | Land                                          | Goals                                         | Topscorer                                     |
| --------------------------------------------- | --------------------------------------------- | --------------------------------------------- | --------------------------------------------- |
| 1.                                            | Duitsland                                     | 89                                            | Mario Gómez, Jürgen Klinsmann (5)             |
| 2.                                            | Spanje                                        | 83                                            | Álvaro Morata (7)                             |
| 3.                                            | Nederland                                     | 75                                            | Patrick Kluivert, Ruud van Nistelrooij (6)    |
| 4.                                            | Frankrijk                                     | 73                                            | Michel Platini (9)                            |
| 5.                                            | Portugal                                      | 61                                            | Cristiano Ronaldo (14)                        |
| 6.                                            | Engeland                                      | 59                                            | Harry Kane, Alan Shearer (7)                  |
| 7.                                            | Italië                                        | 55                                            | Mario Balotelli, Antonio Cassano (3)          |
| 8.                                            | Denemarken                                    | 44                                            | 5 spelers (3)                                 |

- Meeste gemaakte doelpunten: 89 – Duitsland
  - Meeste gemaakte doelpunten zonder ooit Europees kampioen te worden: 58 – Engeland
- Minste gemaakte doelpunten: 1 – Finland, Gemenebest van Onafhankelijke Staten, Letland, Noorwegen, Servië
- Meeste geïncasseerde doelpunten: 59 – Duitsland
- Minste geïncasseerde doelpunten: 1 – Noorwegen
- Beste doelsaldo: +37 – Spanje
- Slechtste doelsaldo: -16 – Turkije

### Per toernooi

#### Spelers
| Topscorers per eindtoernooi | Topscorers per eindtoernooi | Topscorers per eindtoernooi | Topscorers per eindtoernooi | Topscorers per eindtoernooi |
| EK                          | Speler                      | Land                        | Goals                       | Wed.                        |
| --------------------------- | --------------------------- | --------------------------- | --------------------------- | --------------------------- |
| 1960                        | Milan Galić                 | Joegoslavië                 | 2                           | 2                           |
| 1960                        | François Heutte             | Frankrijk                   | 2                           | 2                           |
| 1960                        | Valentin Ivanov             | Sovjet-Unie                 | 2                           | 2                           |
| 1960                        | Dražan Jerković             | Joegoslavië                 | 2                           | 2                           |
| 1960                        | Viktor Ponedelnik           | Sovjet-Unie                 | 2                           | 2                           |
| 1964                        | Dezső Novák                 | Hongarije                   | 2                           | 1                           |
| 1964                        | Ferenc Bene                 | Hongarije                   | 2                           | 2                           |
| 1964                        | Jesús María Pereda          | Spanje                      | 2                           | 2                           |
| 1968                        | Dragan Džajić               | Joegoslavië                 | 2                           | 3                           |
| 1972                        | Gerd Müller                 | West-Duitsland              | 4                           | 2                           |
| 1976                        | Dieter Müller               | West-Duitsland              | 4                           | 2                           |
| 1980                        | Klaus Allofs                | West-Duitsland              | 3                           | 3                           |
| 1984                        | Michel Platini              | Frankrijk                   | 9                           | 5                           |
| 1988                        | Marco van Basten            | Nederland                   | 5                           | 5                           |
| 1992                        | Dennis Bergkamp             | Nederland                   | 3                           | 4                           |
| 1992                        | Tomas Brolin                | Zweden                      | 3                           | 4                           |
| 1992                        | Henrik Larsen               | Denemarken                  | 3                           | 4                           |
| 1992                        | Karl-Heinz Riedle           | Duitsland                   | 3                           | 5                           |
| 1996                        | Alan Shearer                | Engeland                    | 5                           | 5                           |
| 2000                        | Savo Milošević              | Servië en Montenegro        | 5                           | 4                           |
| 2000                        | Patrick Kluivert            | Nederland                   | 5                           | 5                           |
| 2004                        | Milan Baroš                 | Tsjechië                    | 5                           | 5                           |
| 2008                        | David Villa                 | Spanje                      | 4                           | 4                           |
| 2012                        | Alan Dzagojev               | Rusland                     | 3                           | 3                           |
| 2012                        | Mario Mandžukić             | Kroatië                     | 3                           | 3                           |
| 2012                        | Mario Gómez                 | Duitsland                   | 3                           | 5                           |
| 2012                        | Cristiano Ronaldo           | Portugal                    | 3                           | 5                           |
| 2012                        | Fernando Torres             | Spanje                      | 3                           | 5                           |
| 2012                        | Mario Balotelli             | Italië                      | 3                           | 6                           |
| 2016                        | Antoine Griezmann           | Frankrijk                   | 6                           | 7                           |
| 2020                        | Cristiano Ronaldo           | Portugal                    | 5                           | 4                           |
| 2020                        | Patrik Schick               | Tsjechië                    | 5                           | 5                           |
| 2024                        | Georges Mikautadze          | Georgië                     | 3                           | 4                           |
| 2024                        | Ivan Schranz                | Slowakije                   | 3                           | 4                           |
| 2024                        | Jamal Musiala               | Duitsland                   | 3                           | 5                           |
| 2024                        | Cody Gakpo                  | Nederland                   | 3                           | 6                           |
| 2024                        | Dani Olmo                   | Spanje                      | 3                           | 6                           |
| 2024                        | Harry Kane                  | Engeland                    | 3                           | 7                           |

Dikgedrukte landen wonnen dat toernooi.
- Meeste gemaakte doelpunten op één toernooi: 9 – Michel Platini (Frankrijk: 1984)
- Topscorer met de minste gemaakte doelpunten: 2 – 9 spelers (1960, 1964, 1968)
- Meeste geleverde topscorers: 6 – Duitsland (Gerd Müller (1972), Dieter Müller (1976), Klaus Allofs (1980), Karl-Heinz Riedle (1992), Mario Gómez (2012), Jamal Musiala (2024))
- Beste prestatie van het land van de topscorer: Europees kampioen – 11 spelers (1960, 1964, 1968, 1980, 1984, 1988, 1992, 2008, 2012, 2024)
- Slechtste prestatie van het land van de topscorer: laatste 16 – Alan Dzagojev (Rusland: 2012), Mario Mandžukić (Kroatië: 2012), Cristiano Ronaldo (Portugal: 2020), Georges Mikautadze (Georgië: 2024), Ivan Schranz (Slowakije: 2024)

#### Landen
| Meest scorend land per EK | Meest scorend land per EK | Meest scorend land per EK | Meest scorend land per EK | Meest scorend land per EK |
| EK                        | Land                      | Goals                     | Wed.                      |                           |
| ------------------------- | ------------------------- | ------------------------- | ------------------------- | ------------------------- |
| 1960                      | Joegoslavië               | 6                         | 2                         |                           |
| 1964                      | Hongarije                 | 4                         | 2                         |                           |
| 1964                      | Sovjet-Unie               | 4                         | 2                         |                           |
| 1964                      | Spanje                    | 4                         | 2                         |                           |
| 1968                      | Italië                    | 3                         | 3                         |                           |
| 1972                      | West-Duitsland            | 5                         | 2                         |                           |
| 1976                      | West-Duitsland            | 6                         | 2                         |                           |
| 1980                      | West-Duitsland            | 6                         | 4                         |                           |
| 1984                      | Frankrijk                 | 14                        | 5                         |                           |
| 1988                      | Nederland                 | 8                         | 5                         |                           |
| 1992                      | Duitsland                 | 7                         | 5                         |                           |
| 1996                      | Duitsland                 | 10                        | 6                         |                           |
| 2000                      | Nederland                 | 13                        | 5                         |                           |
| 2000                      | Frankrijk                 | 13                        | 6                         |                           |
| 2004                      | Engeland                  | 10                        | 4                         |                           |
| 2004                      | Tsjechië                  | 10                        | 5                         |                           |
| 2008                      | Spanje                    | 12                        | 6                         |                           |
| 2012                      | Spanje                    | 12                        | 6                         |                           |
| 2016                      | Frankrijk                 | 13                        | 7                         |                           |
| 2020                      | Spanje                    | 13                        | 6                         |                           |
| 2020                      | Italië                    | 13                        | 7                         |                           |
| 2024                      | Spanje                    | 15                        | 7                         |                           |

Dikgedrukte landen wonnen de editie.
- Meeste gemaakte doelpunten op één toernooi: 15 – Spanje (2024)[11]
  - Meeste gemaakte doelpunten op één toernooi zonder dat toernooi te winnen: 13 – Nederland (2000)
- Minste gemaakte doelpunten op één toernooi: 0 – Sovjet-Unie (1968), Turkije (1996), Denemarken (2000), Oekraïne (2016)
- Meeste gemaakte doelpunten in één groep: 9 – Frankrijk (1984), Nederland (2008)
- Meeste geïncasseerde doelpunten in één groep: 10 – Joegoslavië (1984)

### Hattricks
| Gemaakte hattricks op het EK | Gemaakte hattricks op het EK | Gemaakte hattricks op het EK | Gemaakte hattricks op het EK | Gemaakte hattricks op het EK | Gemaakte hattricks op het EK | Gemaakte hattricks op het EK |
| №                            | EK                           | Ronde                        | Speler                       | Land                         | Score                        | Tegenstander                 |
| ---------------------------- | ---------------------------- | ---------------------------- | ---------------------------- | ---------------------------- | ---------------------------- | ---------------------------- |
| 1.                           | 1976                         | Halve finale                 | Dieter Müller°               | West-Duitsland               | 4 – 2 n.v.                   | Joegoslavië                  |
| 2.                           | 1980                         | Groepsfase                   | Klaus Allofs                 | West-Duitsland               | 3 – 2                        | Nederland                    |
| 3.                           | 1984                         | Groepsfase                   | Michel PlatiniP              | Frankrijk                    | 5 – 0                        | België                       |
| 4.                           | 1984                         | Groepsfase                   | Michel PlatiniP              | Frankrijk                    | 3 – 2                        | Joegoslavië                  |
| 5.                           | 1988                         | Groepsfase                   | Marco van Basten             | Nederland                    | 3 – 1                        | Engeland                     |
| 6.                           | 2000                         | Groepsfase                   | Sérgio ConceiçãoP            | Portugal                     | 3 – 0                        | Duitsland                    |
| 7.                           | 2000                         | Kwartfinale                  | Patrick Kluivert             | Nederland                    | 6 – 1                        | Servië en Montenegro         |
| 8.                           | 2008                         | Groepsfase                   | David Villa                  | Spanje                       | 4 – 1                        | Rusland                      |

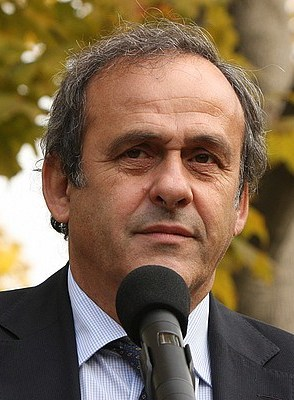
Michel Platini is de enige speler die meerdere hattricks maakte op het EK.

Spelers met ° achter de naam maakten de hattrick als invaller. Spelers met P achter de naam maakten een 'perfecte hattrick'.
- Meeste gemaakte doelpunten in één wedstrijd: 3 – 7 spelers
- Meeste gemaakte hattricks: 2 – Michel Platini (Frankrijk)
- Meeste gemaakte hattricks op één EK: 2 – Michel Platini (Frankrijk: 1984)
- Op de meeste EK's een hattrick gemaakt: 1 – 7 spelers
- In de meeste opeenvolgende wedstrijden een hattrick gemaakt: 2 – Michel Platini (Frankrijk: 1984)
- Snelste gemaakte hattrick:[24] 54 minuten – Patrick Kluivert (2000: Nederland 6–1 Servië en Montenegro)
- Kortste hattrick:[25] 18 minuten – Michel Platini (1984: Frankrijk 3–2 Joegoslavië)
- Jongste maker van een hattrick: 22 jaar, 77 dagen – Dieter Müller (1976: West-Duitsland 4–2 Joegoslavië)
- Oudste maker van een hattrick: 28 jaar, 364 dagen – Michel Platini (1984: Frankrijk 3–2 Joegoslavië)
- Meeste gemaakte hattricks per land: 2 – West-Duitsland, Frankrijk, Nederland
- Meeste geïncasseerde hattricks per land: 2 – Joegoslavië
- Meeste gemaakte hattricks per EK: 2 – 1984, 2000
- Minste gemaakte hattricks per EK: 0 – 1960, 1964, 1968, 1972, 1992, 1996, 2004, 2012, 2016, 2020, 2024

### Eigen doelpunten
| Eigen doelpunten op het EK | Eigen doelpunten op het EK | Eigen doelpunten op het EK | Eigen doelpunten op het EK | Eigen doelpunten op het EK | Eigen doelpunten op het EK | Eigen doelpunten op het EK |
| №                          | EK                         | Ronde                      | Speler                     | Namens                     | Score                      | Profiterend land           |
| -------------------------- | -------------------------- | -------------------------- | -------------------------- | -------------------------- | -------------------------- | -------------------------- |
| 01.                        | 1976                       | Halve finale               | Anton Ondruš               | Tsjecho-Slowakije          | 3 – 1 n.v.                 | Nederland                  |
| 02.                        | 1996                       | Groepsfase                 | Ljoeboslav Penev           | Bulgarije                  | 1 – 3                      | Frankrijk                  |
| 03.                        | 2000                       | Kwartfinale                | Dejan Govedarica           | Servië en Montenegro       | 1 – 6                      | Nederland                  |
| 04.                        | 2004                       | Groepsfase                 | Igor Tudor                 | Kroatië                    | 2 – 2                      | Frankrijk                  |
| 05.                        | 2004                       | Halve finale               | Jorge Andrade              | Portugal                   | 2 – 1                      | Nederland                  |
| 06.                        | 2012                       | Groepsfase                 | Glen Johnson               | Engeland                   | 3 – 2                      | Zweden                     |
| 07.                        | 2016                       | Groepsfase                 | Ciaran Clark               | Ierland                    | 1 – 1                      | Zweden                     |
| 08.                        | 2016                       | Groepsfase                 | Birkir Már Sævarsson       | IJsland                    | 1 – 1                      | Hongarije                  |
| 09.                        | 2016                       | Achtste finale             | Gareth McAuley             | Noord-Ierland              | 0 – 1                      | Wales                      |
| 10.                        | 2020                       | Groepsfase                 | Merih Demiral              | Turkije                    | 0 – 3                      | Italië                     |
| 11.                        | 2020                       | Groepsfase                 | Wojciech Szczęsny          | Polen                      | 1 – 2                      | Slowakije                  |
| 12.                        | 2020                       | Groepsfase                 | Mats Hummels               | Duitsland                  | 0 – 1                      | Frankrijk                  |
| 13.                        | 2020                       | Groepsfase                 | Rúben Dias                 | Portugal                   | 2 – 4                      | Duitsland                  |
| 14.                        | 2020                       | Groepsfase                 | Raphaël Guerreiro          | Portugal                   | 2 – 4                      | Duitsland                  |
| 15.                        | 2020                       | Groepsfase                 | Lukáš Hrádecký             | Finland                    | 0 – 2                      | België                     |
| 16.                        | 2020                       | Groepsfase                 | Martin Dúbravka            | Slowakije                  | 0 – 5                      | Spanje                     |
| 17.                        | 2020                       | Groepsfase                 | Juraj Kucka                | Slowakije                  | 0 – 5                      | Spanje                     |
| 18.                        | 2020                       | Achtste finale             | Pedri                      | Spanje                     | 5 – 3 n.v.                 | Kroatië                    |
| 19.                        | 2020                       | Kwartfinale                | Denis Zakaria              | Zwitserland                | 1 – 1 n.v. (1–3 n.s.)      | Spanje                     |
| 20.                        | 2020                       | Halve finale               | Simon Kjær                 | Denemarken                 | 1 – 2 n.v.                 | Engeland                   |
| 21.                        | 2024                       | Groepsfase                 | Antonio Rüdiger            | Duitsland                  | 5 – 1                      | Schotland                  |
| 22.                        | 2024                       | Groepsfase                 | Maximilian Wöber           | Oostenrijk                 | 0 – 1                      | Frankrijk                  |
| 23.                        | 2024                       | Groepsfase                 | Robin Hranáč               | Tsjechië                   | 1 – 2                      | Portugal                   |
| 24.                        | 2024                       | Groepsfase                 | Klaus Gjasula              | Albanië                    | 2 – 2                      | Kroatië                    |
| 25.                        | 2024                       | Groepsfase                 | Riccardo Calafiori         | Italië                     | 0 – 1                      | Spanje                     |
| 26.                        | 2024                       | Groepsfase                 | Samet Akaydın              | Turkije                    | 0 – 3                      | Portugal                   |
| 27.                        | 2024                       | Groepsfase                 | Donyell Malen              | Nederland                  | 2 – 3                      | Oostenrijk                 |
| 28.                        | 2024                       | Achtste finale             | Robin Le Normand           | Spanje                     | 4 – 1                      | Georgië                    |
| 29.                        | 2024                       | Achtste finale             | Jan Vertonghen             | België                     | 0 – 1                      | Frankrijk                  |
| 30.                        | 2024                       | Kwartfinale                | Mert Müldür                | Turkije                    | 1 – 2                      | Nederland                  |

- Meeste gemaakte eigen doelpunten per land: 3 – Portugal, Turkije
- Meeste gemaakte eigen doelpunten per toernooi per land: 2 – Portugal (2020), Slowakije (2020), Turkije (2024)
- Vaakst geprofiteerd van eigen doelpunten per land: 5 – Frankrijk
- Vaakst geprofiteerd van eigen doelpunten per toernooi per land: 3 – Spanje (2020)
- Meeste eigen doelpunten per wedstrijd: 2 – Portugal 2–4 Duitsland (2020: Rúben Dias, Raphaël Guerreiro), Slowakije 0–5 Spanje (2020: Martin Dúbravka, Juraj Kucka)
- Meeste gemaakte eigen doelpunten per EK: 11 – 2020
- Minste gemaakte eigen doelpunten per EK: 0 – 1960, 1964, 1968, 1972, 1980, 1984, 1988, 1992, 2008
- Jongste maker van een eigen doelpunt: 18 jaar, 215 dagen – Pedri (Spanje: 2020)
- Oudste maker van een eigen doelpunt: 37 jaar, 68 dagen – Jan Vertonghen (België: 2024)
- Snelste eigen doelpunt: in de 6e minuut – Donyell Malen (Nederland: 2024)

### Jubileumdoelpunten
| Jubileumdoelpunten op het EK | Jubileumdoelpunten op het EK | Jubileumdoelpunten op het EK | Jubileumdoelpunten op het EK | Jubileumdoelpunten op het EK | Jubileumdoelpunten op het EK |
| Goal                         | EK                           | Speler                       | Land                         | Uitslag                      | Tegenstander                 |
| ---------------------------- | ---------------------------- | ---------------------------- | ---------------------------- | ---------------------------- | ---------------------------- |
| 1                            | 1960                         | Milan Galić                  | Joegoslavië                  | 4 – 5                        | Frankrijk                    |
| 50                           | 1976                         | Dragan Džajić                | Joegoslavië                  | 2 – 4 n.v.                   | West-Duitsland               |
| 100                          | 1984                         | Alain Giresse                | Frankrijk                    | 5 – 0                        | België                       |
| 250                          | 1996                         | Jan Suchopárek               | Tsjechië                     | 3 – 3                        | Rusland                      |
| 500                          | 2008                         | Xavi                         | Spanje                       | 3 – 0                        | Rusland                      |
| 750                          | 2020                         | Georginio Wijnaldum          | Nederland                    | 3 – 0                        | Noord-Macedonië              |

## Assists
| Spelers met minstens vijf assists op het EK | Spelers met minstens vijf assists op het EK | Spelers met minstens vijf assists op het EK | Spelers met minstens vijf assists op het EK | Spelers met minstens vijf assists op het EK | Spelers met minstens vijf assists op het EK      |
| №                                           | Speler                                      | Land                                        | Assists                                     | Wed.                                        | Op geassisteerde EK's                            |
| ------------------------------------------- | ------------------------------------------- | ------------------------------------------- | ------------------------------------------- | ------------------------------------------- | ------------------------------------------------ |
| 1.                                          | Karel Poborský                              | Tsjechië                                    | 8                                           | 14                                          | 1996 (3), 2000 (1), 2004 (4)                     |
| 1.                                          | Cristiano Ronaldo                           | Portugal                                    | 8                                           | 30                                          | 2004 (2), 2008 (1), 2016 (3), 2020 (1), 2024 (1) |
| 3.                                          | David Beckham                               | Engeland                                    | 5                                           | 7                                           | 2000 (3), 2004 (2)                               |
| 3.                                          | Eden Hazard                                 | België                                      | 5                                           | 9                                           | 2016 (4), 2020 (1)                               |
| 3.                                          | Arjen Robben                                | Nederland                                   | 5                                           | 9                                           | 2004 (3), 2008 (1), 2012 (1)                     |
| 3.                                          | Dani Olmo                                   | Spanje                                      | 5                                           | 11                                          | 2020 (3), 2024 (2)                               |
| 3.                                          | Luís Figo                                   | Portugal                                    | 5                                           | 14                                          | 1996 (1), 2000 (3), 2004 (1)                     |
| 3.                                          | Cesc Fàbregas                               | Spanje                                      | 5                                           | 16                                          | 2008 (3), 2012 (1), 2016 (1)                     |
| 3.                                          | Bastian Schweinsteiger                      | Duitsland                                   | 5                                           | 18                                          | 2004 (1), 2008 (2), 2012 (2)                     |

In dikgedrukte jaartallen werd het land van de speler Europees kampioen. Schuingedrukte spelers zijn nog actief.
- Meeste geleverde assists: 8 – Karel Poborský (Tsjechië), Cristiano Ronaldo (Portugal)
  - Meeste geleverde assists in de groepsfase: 5 – David Beckham (Engeland), Karel Poborský (Tsjechië), Arjen Robben (Nederland), Cristiano Ronaldo (Portugal)[27]
  - Meeste geleverde assists in de knock-outfase: 4 – Dani Olmo (Spanje)[27]
- Meeste geleverde assists op één eindtoernooi: 4 – Ljubinko Drulović (Servië en Montenegro: 2000), Karel Poborský (Tsjechië: 2004), Eden Hazard (België: 2016), Aaron Ramsey (Wales: 2016), Steven Zuber (Zwitserland: 2020), Lamine Yamal (Spanje: 2024)[27]
- Op de meeste toernooien een assist gegeven: 5 – Cristiano Ronaldo (Portugal: 2004, 2008, 2016, 2020, 2024)
- Meeste geleverde assists in één wedstrijd: 3 – Hamit Altıntop (2008: Turkije 3–2 Tsjechië), Steven Zuber (Zwitserland 3–1 Turkije)[29]

## Trainers
| Trainers met minstens tien getrainde EK-wedstrijden | Trainers met minstens tien getrainde EK-wedstrijden | Trainers met minstens tien getrainde EK-wedstrijden | Trainers met minstens tien getrainde EK-wedstrijden | Trainers met minstens tien getrainde EK-wedstrijden | Trainers met minstens tien getrainde EK-wedstrijden | Trainers met minstens tien getrainde EK-wedstrijden | Trainers met minstens tien getrainde EK-wedstrijden |
| №                                                   | Trainer                                             | Nationaliteit                                       | Wed                                                 | W                                                   | G                                                   | V                                                   | Getrainde landen                                    |
| --------------------------------------------------- | --------------------------------------------------- | --------------------------------------------------- | --------------------------------------------------- | --------------------------------------------------- | --------------------------------------------------- | --------------------------------------------------- | --------------------------------------------------- |
| 1.                                                  | Joachim Löw                                         | Duitsland                                           | 21                                                  | 12                                                  | 3                                                   | 6                                                   | Duitsland (2008, 2012, 2016, 2020)                  |
| 2.                                                  | Didier Deschamps                                    | Frankrijk                                           | 17                                                  | 8                                                   | 7                                                   | 2                                                   | Frankrijk (2016, 2020, 2024)                        |
| 3.                                                  | Fernando Santos                                     | Portugal                                            | 15                                                  | 5                                                   | 6                                                   | 4                                                   | Griekenland (2012), Portugal (2016, 2020)           |
| 3.                                                  | Lars Lagerbäck                                      | Zweden                                              | 15                                                  | 4                                                   | 6                                                   | 5                                                   | Zweden (2000, 2004, 2008), IJsland (2016)           |
| 5.                                                  | Gareth Southgate                                    | Engeland                                            | 14                                                  | 8                                                   | 5                                                   | 1                                                   | Engeland (2020, 2024)                               |
| 6.                                                  | Berti Vogts                                         | Duitsland                                           | 11                                                  | 6                                                   | 3                                                   | 2                                                   | Duitsland (1992, 1996)                              |
| 6.                                                  | Fatih Terim                                         | Turkije                                             | 11                                                  | 3                                                   | 1                                                   | 7                                                   | Turkije (1996, 2008, 2016)                          |
| 8.                                                  | Vicente del Bosque                                  | Spanje                                              | 10                                                  | 6                                                   | 2                                                   | 2                                                   | Spanje (2012, 2016)                                 |
| 8.                                                  | Roberto Martínez                                    | Spanje                                              | 10                                                  | 6                                                   | 2                                                   | 2                                                   | België (2020), Portugal (2024)                      |
| 8.                                                  | Luiz Felipe Scolari                                 | Brazilië                                            | 10                                                  | 5                                                   | 1                                                   | 4                                                   | Portugal (2004, 2008)                               |
| 8.                                                  | Kasper Hjulmand                                     | Denemarken                                          | 10                                                  | 3                                                   | 3                                                   | 4                                                   | Denemarken (2020, 2024)                             |

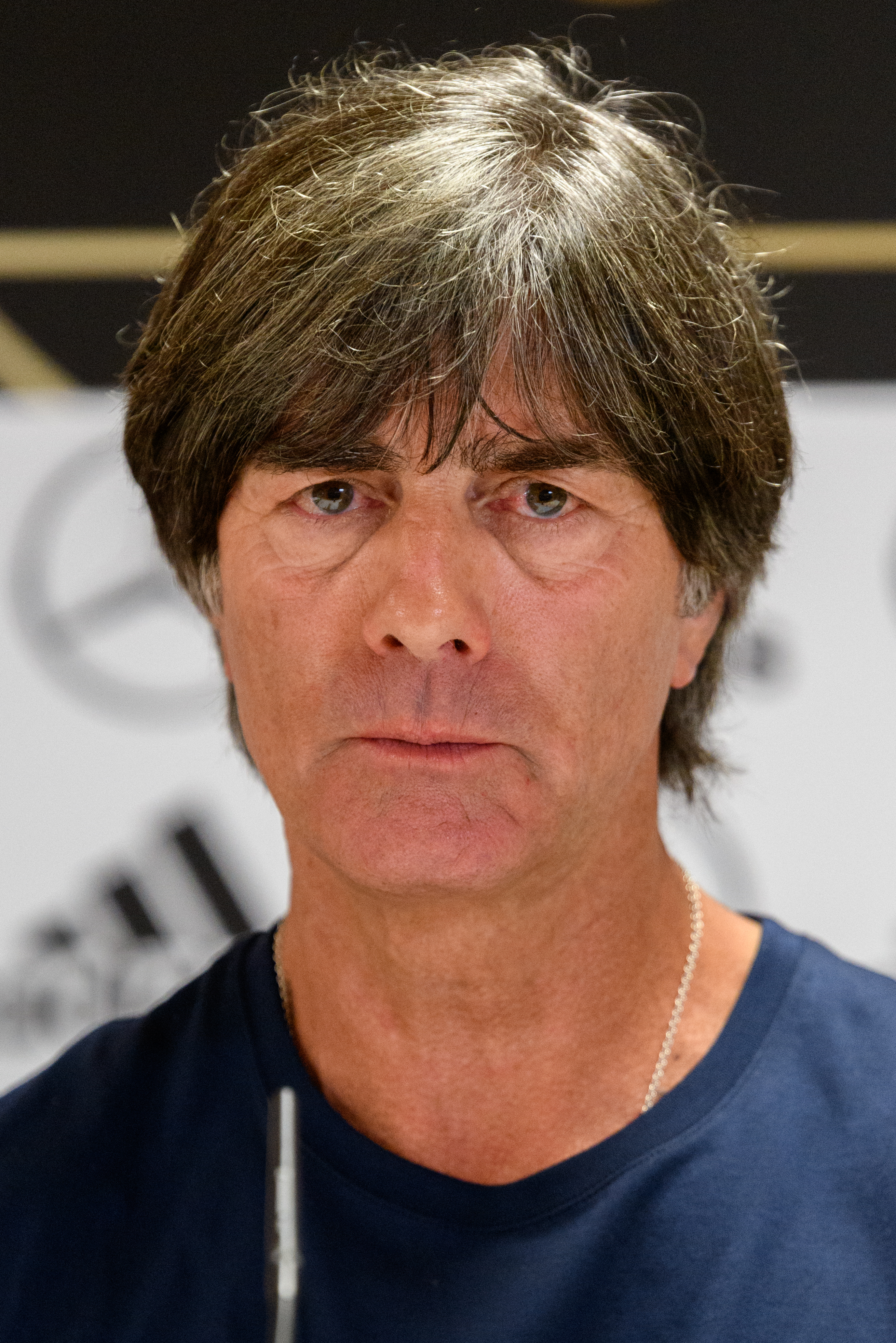
Joachim Löw trainde (21) en won (12) de meeste EK-wedstrijden.

Dikgedrukte jaartallen zijn de jaren waarin de trainer het EK won. Schuingedrukte trainers zijn nog actief.
- Meeste getrainde wedstrijden: 21 – Joachim Löw (Duitsland)[30]
- Op de meeste EK's getraind: 4 – Lars Lagerbäck (2000, 2004, 2008, 2016), Joachim Löw (2008, 2012, 2016, 2020)
- Meeste getrainde landen: 2 – Dick Advocaat, Guus Hiddink (Nederland, Rusland), Lars Lagerbäck (Zweden, IJsland), Roberto Martínez (België, Portugal), Fernando Santos (Griekenland, Portugal), Giovanni Trapattoni (Italië, Ierland)
- Meeste gewonnen wedstrijden: 12 – Joachim Löw (Duitsland)
- Meeste gelijkgespeelde wedstrijden: 7 – Didier Deschamps (Frankrijk)
- Meeste verloren wedstrijden: 7 – Fatih Terim (Turkije)
- Jongste trainer: 36 jaar, 333 dagen – Julian Nagelsmann (Duitsland: 2024)[31]
- Oudste trainer: 73 jaar, 93 dagen – Giovanni Trapattoni (Ierland: 2012)

### Winnaars
| Trainers van de winnende landen | Trainers van de winnende landen | Trainers van de winnende landen | Trainers van de winnende landen |
| EK                              | Winnende trainer                | Nationaliteit                   | Winnend land                    |
| ------------------------------- | ------------------------------- | ------------------------------- | ------------------------------- |
| 1960                            | Gavriil Katsjalin               | Sovjet-Unie                     | Sovjet-Unie                     |
| 1964                            | José Villalonga                 | Spanje                          | Spanje                          |
| 1968                            | Ferruccio Valcareggi            | Italië                          | Italië                          |
| 1972                            | Helmut Schön                    | West-Duitsland                  | West-Duitsland                  |
| 1976                            | Václav Ježek                    | Tsjecho-Slowakije               | Tsjecho-Slowakije               |
| 1980                            | Jupp Derwall                    | West-Duitsland                  | West-Duitsland                  |
| 1984                            | Michel Hidalgo                  | Frankrijk                       | Frankrijk                       |
| 1988                            | Rinus Michels                   | Nederland                       | Nederland                       |
| 1992                            | Richard Møller Nielsen          | Denemarken                      | Denemarken                      |
| 1996                            | Berti Vogts                     | Duitsland                       | Duitsland                       |
| 2000                            | Roger Lemerre                   | Frankrijk                       | Frankrijk                       |
| 2004                            | Otto Rehhagel                   | Duitsland                       | Griekenland                     |
| 2008                            | Luis Aragonés                   | Spanje                          | Spanje                          |
| 2012                            | Vicente del Bosque              | Spanje                          | Spanje                          |
| 2016                            | Fernando Santos                 | Portugal                        | Portugal                        |
| 2020                            | Roberto Mancini                 | Italië                          | Italië                          |
| 2024                            | Luis de la Fuente               | Spanje                          | Spanje                          |

- Meeste gewonnen EK's: 1 – 16 trainers

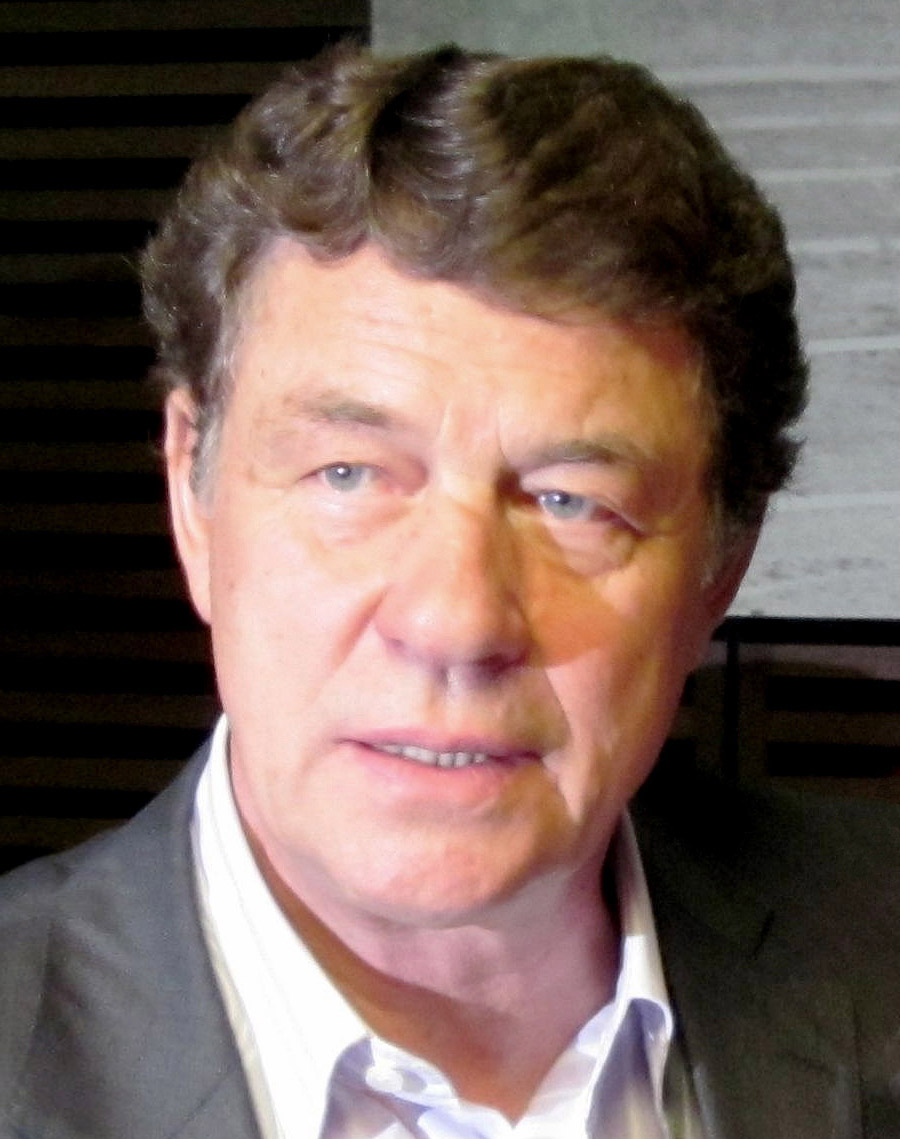
Otto Rehhagel werd in 2004 de enige buitenlandse trainer die het EK won.

- Gewonnen EK als speler en trainer: Berti Vogts (Duitsland: 1972 / 1996)[30]
- Jongste winnende trainer: 44 jaar, 192 dagen – José Villalonga (Spanje: 1964)
- Oudste winnende trainer: 69 jaar, 336 dagen – Luis Aragonés (Spanje: 2008)

## Uitslagen
| EK-uitslagen met minstens vier doelpunten verschil | EK-uitslagen met minstens vier doelpunten verschil | EK-uitslagen met minstens vier doelpunten verschil | EK-uitslagen met minstens vier doelpunten verschil | EK-uitslagen met minstens vier doelpunten verschil | EK-uitslagen met minstens vier doelpunten verschil |
| №                                                  | EK                                                 | Ronde                                              | Winnaar                                            | Uitslag                                            | Verliezer                                          |
| -------------------------------------------------- | -------------------------------------------------- | -------------------------------------------------- | -------------------------------------------------- | -------------------------------------------------- | -------------------------------------------------- |
| 01.                                                | 1984                                               | Groepsfase                                         | Frankrijk                                          | 5 – 0                                              | België                                             |
| 02.                                                | 1984                                               | Groepsfase                                         | Denemarken                                         | 5 – 0                                              | Joegoslavië                                        |
| 03.                                                | 2000                                               | Kwartfinale                                        | Nederland                                          | 6 – 1                                              | Servië en Montenegro                               |
| 04.                                                | 2004                                               | Groepsfase                                         | Zweden                                             | 5 – 0                                              | Bulgarije                                          |
| 05.                                                | 2012                                               | Groepsfase                                         | Spanje                                             | 4 – 0                                              | Ierland                                            |
| 06.                                                | 2012                                               | Finale                                             | Spanje                                             | 4 – 0                                              | Italië                                             |
| 07.                                                | 2016                                               | Achtste finale                                     | België                                             | 4 – 0                                              | Hongarije                                          |
| 08.                                                | 2020                                               | Groepsfase                                         | Spanje                                             | 5 – 0                                              | Slowakije                                          |
| 09.                                                | 2020                                               | Achtste finale                                     | Denemarken                                         | 4 – 0                                              | Wales                                              |
| 10.                                                | 2020                                               | Kwartfinale                                        | Engeland                                           | 4 – 0                                              | Oekraïne                                           |
| 11.                                                | 2024                                               | Groepsfase                                         | Duitsland                                          | 5 – 1                                              | Schotland                                          |

- Vaakst voorkomende uitslag: 72 – 1–0[32]
- Grootste uitslag: 6–1 – Nederland tegen Servië en Montenegro (2000)
  - Grootste uitslag in de groepsfase: 5–0 – Frankrijk tegen België, Denemarken tegen Joegoslavië (1984), Zweden tegen Bulgarije (2004), Spanje tegen Slowakije (2020)[33]
- Meeste gemaakte doelpunten in één wedstrijd: 9 – Frankrijk 4–5 Joegoslavië (1960)[34]
  - Meeste gemaakte doelpunten bij een gelijkspel: 6 – Rusland 3–3 Tsjechië (1996), Joegoslavië 3–3 Slovenië (2000), Hongarije 3–3 Portugal (2016), Frankrijk 3–3 Zwitserland (2020)[34]
- Meeste gemaakte doelpunten van één land in één wedstrijd: 6 – Nederland 6–1 Servië en Montenegro (2000)

## Gastlanden
| De gastlanden per EK | De gastlanden per EK | De gastlanden per EK |
| EK                   | Gastland             | Prestatie gastland   |
| -------------------- | -------------------- | -------------------- |
| 1960                 | Frankrijk            | Vierde               |
| 1964                 | Spanje               | Europees kampioen    |
| 1968                 | Italië               | Europees kampioen    |
| 1972                 | België               | Derde                |
| 1976                 | Joegoslavië          | Vierde               |
| 1980                 | Italië               | Vierde               |
| 1984                 | Frankrijk            | Europees kampioen    |
| 1988                 | West-Duitsland       | Halve finale         |
| 1992                 | Zweden               | Halve finale         |
| 1996                 | Engeland             | Halve finale         |
| 2000                 | Nederland            | Halve finale         |
| 2000                 | België               | Groepsfase           |
| 2004                 | Portugal             | Tweede               |
| 2008                 | Oostenrijk           | Groepsfase           |
| 2008                 | Zwitserland          | Groepsfase           |
| 2012                 | Oekraïne             | Groepsfase           |
| 2012                 | Polen                | Groepsfase           |
| 2016                 | Frankrijk            | Tweede               |
| 2020                 | Italië               | Europees kampioen    |
| 2020                 | Engeland             | Tweede               |
| 2020                 | Denemarken           | Halve finale         |
| 2020                 | Spanje               | Halve finale         |
| 2020                 | Duitsland            | Achtste finale       |
| 2020                 | Nederland            | Achtste finale       |
| 2020                 | Hongarije            | Groepsfase           |
| 2020                 | Rusland              | Groepsfase           |
| 2020                 | Schotland            | Groepsfase           |
| 2020                 | Azerbeidzjan         | Niet gekwalificeerd  |
| 2020                 | Roemenië             | Niet gekwalificeerd  |
| 2024                 | Duitsland            | Kwartfinale          |
| 2028                 | Engeland             | Nog te bepalen       |
| 2028                 | Ierland              | Nog te bepalen       |
| 2028                 | Noord-Ierland        | Nog te bepalen       |
| 2028                 | Schotland            | Nog te bepalen       |
| 2028                 | Wales                | Nog te bepalen       |
| 2032                 | Italië               | Nog te bepalen       |
| 2032                 | Turkije              | Nog te bepalen       |

- Meeste EK's georganiseerd: 3 – (West-)Duitsland (1988, 2020, 2024), Frankrijk (1960, 1984, 2016), Italië (1968, 1980, 2020)
- Langste gat tussen opeenvolgende georganiseerde EK's: 57 jaar – Spanje (1964–2020)
- Kortste gat tussen opeenvolgende georganiseerde EK's: 3 jaar – Duitsland (2020–2024)
- Beste prestatie van een gastland: Europees kampioen – Spanje (1964), Italië (1968, 2020), Frankrijk (1984)
- Slechtste prestatie van een gastland: niet gekwalificeerd – Azerbeidzjan, Roemenië (2020)
  - Slechtste prestatie van een geplaatst gastland: groepsfase – België (2000), Oostenrijk, Zwitserland (2008), Oekraïne, Polen (2012), Hongarije, Rusland, Schotland (2020)

## Titelverdedigers
| De titelverdedigers per EK | De titelverdedigers per EK | De titelverdedigers per EK |
| EK                         | Titelverdediger            | Prestatie                  |
| -------------------------- | -------------------------- | -------------------------- |
| 1960                       | Geen titelverdediger       | Geen titelverdediger       |
| 1964                       | Sovjet-Unie                | Tweede                     |
| 1968                       | Spanje                     | Niet gekwalificeerd        |
| 1972                       | Italië                     | Niet gekwalificeerd        |
| 1976                       | West-Duitsland             | Tweede                     |
| 1980                       | Tsjecho-Slowakije          | Derde                      |
| 1984                       | West-Duitsland             | Groepsfase                 |
| 1988                       | Frankrijk                  | Niet gekwalificeerd        |
| 1992                       | Nederland                  | Halve finale               |
| 1996                       | Denemarken                 | Groepsfase                 |
| 2000                       | Duitsland                  | Groepsfase                 |
| 2004                       | Frankrijk                  | Kwartfinale                |
| 2008                       | Griekenland                | Groepsfase                 |
| 2012                       | Spanje                     | Europees kampioen          |
| 2016                       | Spanje                     | Achtste finale             |
| 2020                       | Portugal                   | Achtste finale             |
| 2024                       | Italië                     | Achtste finale             |
| 2032                       | Spanje                     | Nog te bepalen             |

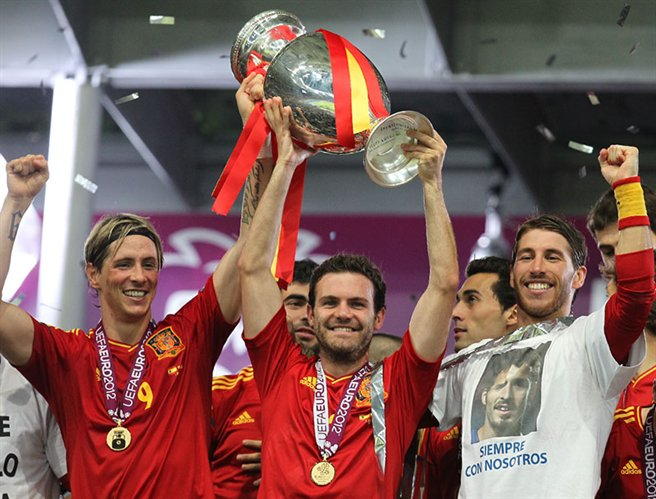
Spanje werd in 2012 het enige land dat een EK-titel succesvol verdedigde.

- Beste prestatie van een titelverdediger: Europees kampioen – Spanje (2012)
- Slechtste prestatie van een titelverdediger: niet gekwalificeerd – Spanje (1968), Italië (1972), Frankrijk (1988)
  - Slechtste prestatie van een geplaatst gastland: groepsfase – (West-)Duitsland (1984, 2000), Denemarken (1996), Griekenland (2008)

## Debuterende landen
| Debuterende landen per EK | Debuterende landen per EK | Debuterende landen per EK                                   | Debuterende landen per EK |
| EK                        | #                         | Debuterende landen                                          |                           |
| ------------------------- | ------------------------- | ----------------------------------------------------------- | ------------------------- |
| 1960                      | 4                         | Frankrijk, Joegoslavië, Sovjet-Unie, Tsjecho-Slowakije      |                           |
| 1964                      | 3                         | Denemarken, Hongarije, Spanje                               |                           |
| 1968                      | 2                         | Engeland, Italië                                            |                           |
| 1972                      | 2                         | België, West-Duitsland                                      |                           |
| 1976                      | 1                         | Nederland                                                   |                           |
| 1980                      | 1                         | Griekenland                                                 |                           |
| 1984                      | 2                         | Portugal, Roemenië                                          |                           |
| 1988                      | 1                         | Ierland                                                     |                           |
| 1992                      | 2–4                       | Duitsland, GOS, Schotland, Zweden                           |                           |
| 1996                      | 4–6                       | Bulgarije, Kroatië, Rusland, Tsjechië, Turkije, Zwitserland |                           |
| 2000                      | 2–3                       | Servië en Montenegro, Noorwegen, Slovenië                   |                           |
| 2004                      | 1                         | Letland                                                     |                           |
| 2008                      | 2                         | Oostenrijk, Polen                                           |                           |
| 2012                      | 1                         | Oekraïne                                                    |                           |
| 2016                      | 5                         | Albanië, IJsland, Noord-Ierland, Slowakije, Wales           |                           |
| 2020                      | 2                         | Finland, Noord-Macedonië                                    |                           |
| 2024                      | 1/2                       | Georgië, Servië                                             |                           |

Een dikgedrukt jaartal geeft aan dat er aan dat toernooi een record verbrekend aantal landen deelnamen aan het eindtoernooi.
- Beste prestatie van een debuterend land: Europees kampioen – Sovjet-Unie (1960), Spanje (1964), Italië (1968), West-Duitsland (1972)[45]

## Strafschoppen
- Meeste benutte strafschoppen exclusief strafschoppenseries per land: 7 – Frankrijk
- Meeste benutte strafschoppen exclusief strafschoppenseries: 3 – Cristiano Ronaldo (Portugal)[46]
- Meeste benutte strafschoppen exclusief strafschoppenseries op één eindtoernooi: 3 – Cristiano Ronaldo: (Portugal: 2020)
- Op de meeste EK's een strafschop benut exclusief strafschoppenseries: 2 – Alan Shearer (Engeland: 1996, 2000), Zinédine Zidane (Frankrijk: 2000, 2004)[5]

### Strafschoppenseries
| EK-wedstrijden beslist door middel van een strafschoppenserie | EK-wedstrijden beslist door middel van een strafschoppenserie | EK-wedstrijden beslist door middel van een strafschoppenserie | EK-wedstrijden beslist door middel van een strafschoppenserie | EK-wedstrijden beslist door middel van een strafschoppenserie | EK-wedstrijden beslist door middel van een strafschoppenserie | EK-wedstrijden beslist door middel van een strafschoppenserie | EK-wedstrijden beslist door middel van een strafschoppenserie |
| №                                                             | EK                                                            | Ronde                                                         | Winnaar                                                       | Uitslag                                                       | Uitslag                                                       | Verliezer                                                     | Genomen                                                       |
| ------------------------------------------------------------- | ------------------------------------------------------------- | ------------------------------------------------------------- | ------------------------------------------------------------- | ------------------------------------------------------------- | ------------------------------------------------------------- | ------------------------------------------------------------- | ------------------------------------------------------------- |
| 1.                                                            | 1976                                                          | Finale                                                        | Tsjecho-Slowakije                                             | 2 – 2                                                         | 5 – 3                                                         | West-Duitsland                                                | 5 – 4                                                         |
| 2.                                                            | 1980                                                          | Troostfinale                                                  | Tsjecho-Slowakije                                             | 1 – 1                                                         | 9 – 8                                                         | Italië                                                        | 9 – 9                                                         |
| 3.                                                            | 1984                                                          | Halve finale                                                  | Spanje                                                        | 1 – 1                                                         | 5 – 4                                                         | Denemarken                                                    | 5 – 5                                                         |
| 4.                                                            | 1992                                                          | Halve finale                                                  | Denemarken                                                    | 2 – 2                                                         | 5 – 4                                                         | Nederland                                                     | 5 – 5                                                         |
| 5.                                                            | 1996                                                          | Kwartfinale                                                   | Engeland                                                      | 0 – 0                                                         | 4 – 2                                                         | Spanje                                                        | 4 – 4                                                         |
| 6.                                                            | 1996                                                          | Kwartfinale                                                   | Frankrijk                                                     | 0 – 0                                                         | 5 – 4                                                         | Nederland                                                     | 5 – 5                                                         |
| 7.                                                            | 1996                                                          | Halve finale                                                  | Tsjechië                                                      | 0 – 0                                                         | 6 – 5                                                         | Frankrijk                                                     | 6 – 6                                                         |
| 8.                                                            | 1996                                                          | Halve finale                                                  | Duitsland                                                     | 1 – 1                                                         | 6 – 5                                                         | Engeland                                                      | 6 – 6                                                         |
| 9.                                                            | 2000                                                          | Halve finale                                                  | Italië                                                        | 0 – 0                                                         | 3 – 1                                                         | Nederland                                                     | 4 – 4                                                         |
| 10.                                                           | 2004                                                          | Kwartfinale                                                   | Portugal                                                      | 2 – 2                                                         | 6 – 5                                                         | Engeland                                                      | 7 – 7                                                         |
| 11.                                                           | 2004                                                          | Kwartfinale                                                   | Nederland                                                     | 0 – 0                                                         | 5 – 4                                                         | Zweden                                                        | 6 – 6                                                         |
| 12.                                                           | 2008                                                          | Kwartfinale                                                   | Turkije                                                       | 1 – 1                                                         | 3 – 1                                                         | Kroatië                                                       | 3 – 4                                                         |
| 13.                                                           | 2008                                                          | Kwartfinale                                                   | Spanje                                                        | 0 – 0                                                         | 4 – 2                                                         | Italië                                                        | 5 – 4                                                         |
| 14.                                                           | 2012                                                          | Kwartfinale                                                   | Italië                                                        | 0 – 0                                                         | 4 – 2                                                         | Engeland                                                      | 5 – 4                                                         |
| 15.                                                           | 2012                                                          | Halve finale                                                  | Spanje                                                        | 0 – 0                                                         | 4 – 2                                                         | Portugal                                                      | 5 – 4                                                         |
| 16.                                                           | 2016                                                          | Achtste finale                                                | Polen                                                         | 1 – 1                                                         | 5 – 4                                                         | Zwitserland                                                   | 5 – 5                                                         |
| 17.                                                           | 2016                                                          | Kwartfinale                                                   | Portugal                                                      | 1 – 1                                                         | 5 – 3                                                         | Polen                                                         | 5 – 4                                                         |
| 18.                                                           | 2016                                                          | Kwartfinale                                                   | Duitsland                                                     | 1 – 1                                                         | 6 – 5                                                         | Italië                                                        | 9 – 9                                                         |
| 19.                                                           | 2020                                                          | Achtste finale                                                | Zwitserland                                                   | 3 – 3                                                         | 5 – 4                                                         | Frankrijk                                                     | 5 – 5                                                         |
| 20.                                                           | 2020                                                          | Kwartfinale                                                   | Spanje                                                        | 1 – 1                                                         | 3 – 1                                                         | Zwitserland                                                   | 5 – 4                                                         |
| 21.                                                           | 2020                                                          | Halve finale                                                  | Italië                                                        | 1 – 1                                                         | 4 – 2                                                         | Spanje                                                        | 5 – 4                                                         |
| 22.                                                           | 2020                                                          | Finale                                                        | Italië                                                        | 1 – 1                                                         | 3 – 2                                                         | Engeland                                                      | 5 – 5                                                         |
| 23.                                                           | 2024                                                          | Achtste finale                                                | Portugal                                                      | 0 – 0                                                         | 3 – 0                                                         | Slovenië                                                      | 3 – 3                                                         |
| 24.                                                           | 2024                                                          | Kwartfinale                                                   | Frankrijk                                                     | 0 – 0                                                         | 5 – 3                                                         | Portugal                                                      | 5 – 4                                                         |
| 25.                                                           | 2024                                                          | Kwartfinale                                                   | Engeland                                                      | 1 – 1                                                         | 5 – 3                                                         | Zwitserland                                                   | 5 – 4                                                         |

- Meeste gespeelde strafschoppenseries: 7 – Italië (1980, 2000, 2008, 2012, 2016, 2020 (×2))
  - Meeste gespeelde strafschoppenseries zonder er een te verliezen: 2 – Tsjecho-Slowakije (1976, 1980)
  - Meeste gespeelde strafschoppenseries zonder er een te winnen: 1 – Zweden (2004), Kroatië (2008), Slovenië (2024)
- Meeste gewonnen strafschoppenseries: 4 – Italië (2000, 2012, 2020 (×2)), Spanje (1984, 2008, 2012, 2020)
- Meeste verloren strafschoppenseries: 4 – Engeland (1984, 2004, 2012, 2020)
- Meeste gespeelde strafschoppenseries op één EK: 2 – Frankrijk, Engeland (1996), Polen (2016), Zwitserland, Spanje, Italië (2020), Portugal (2024)
- Meeste gewonnen strafschoppenseries op één EK: 2 – Italië (2020)
- Op de meeste EK's een strafschoppenserie gespeeld: 6 – Italië (1980, 2000, 2008, 2012, 2016, 2020)
- Op de meeste EK's een strafschoppenserie gewonnen: 4 – Spanje (1984, 2008, 2012, 2020)
- Meeste opeenvolgende gewonnen strafschoppenseries: 3 – Spanje (2008, 2012, 2020)
- Meeste opeenvolgende verloren strafschoppenseries: 4 – Engeland (1984, 2004, 2012, 2020)
- Meeste genomen strafschoppen in strafschoppenseries: 4 – Cristiano Ronaldo (Portugal: 2004, 2016, 2024 (×2)), Fabian Schär (Zwitserland: 2016, 2020 (×2), 2024)
- Op de meeste EK's een strafschop genomen in een strafschoppenserie: 3 – Cristiano Ronaldo (Portugal: 2004, 2016, 2024), Fabian Schär (Zwitserland: 2016, 2020, 2024)
- Meeste gescoorde strafschoppen in strafschoppenseries: 4 – Cristiano Ronaldo (Portugal: 2004, 2016, 2024 (×2))
- Op de meeste EK's een strafschop gescoord in een strafschoppenserie: 3 – Cristiano Ronaldo (Portugal: 2004, 2016, 2024), Fabian Schär (Zwitserland: 2016, 2020, 2024)
- Meeste tegen genomen strafschoppen in strafschoppenseries: 18 – Gianluigi Buffon (Italië: 2008, 2012, 2016)
- Meeste geredde strafschoppen in strafschoppenseries: 3 – Iker Casillas (Spanje: 2008, 2012), Gianluigi Buffon (Italië: 2008, 2012, 2016), Unai Simón (Spanje: 2020), Gianluigi Donnarumma (Italië: 2020), Diogo Costa (Portugal: 2024), Jordan Pickford (Engeland: 2020, 2024)
- Meeste geredde strafschoppen in één strafschoppenserie: 3 – Diogo Costa (2024: Portugal 3–0 Slovenië)
- Meeste genomen strafschoppen in een strafschoppenserie: 18 – Tsjecho-Slowakije 9–8 Italië (1980), Duitsland 6–5 Italië (2016)
- Minste genomen strafschoppen in een strafschoppenserie: 6 – Portugal 3–0 Slovenië (2024)
- Meeste benutte strafschoppen in een strafschoppenserie: 17 – Tsjecho-Slowakije 9–8 Italië (1980)
- Minste benutte strafschoppen in een strafschoppenserie: 3 – Portugal 3–0 Slovenië (2024)
- Meeste gemiste strafschoppen in een strafschoppenserie: 7 – Duitsland 6–5 Italië (2016)
- Minste gemiste strafschoppen in een strafschoppenserie: 1 – 12 keer (1976, 1980, 1984, 1992, 1996, 2016, 2020, 2024)
- Meeste gespeelde strafschoppenseries per EK: 4 – 1996, 2020
- Minste gespeelde strafschoppenseries per EK:[48] 0 – 1988

## Overig
- Meeste gegeven kaarten in één wedstrijd 18 – 16 geel, 2 rood (2024: Tsjechië 1–2 Turkije)[49]
- Meeste gespeelde minuten: 2.639 – Cristiano Ronaldo (Portugal)[50]
  - Meeste gespeelde minuten zonder ooit Europees kampioen te worden: 1.860 – Manuel Neuer (Duitsland)[50]
- Meeste geleverde EK-winnaars per club: 19 – Real Madrid (Amancio Amaro, Félix Ruiz, José Vicente, Ignacio Zoco (1964: Spanje), Uli Stielike (1980: West-Duitsland), Nicolas Anelka, Christian Karembeu (2000: Frankrijk), Iker Casillas, Sergio Ramos (2008: Spanje), Raúl Albiol, Xabi Alonso, Álvaro Arbeloa, Iker Casillas, Sergio Ramos (2012: Spanje), Pepe, Cristiano Ronaldo (2016: Portugal), Dani Carvajal, Joselu, Nacho (2024: Spanje))[51][52]
- Meeste toeschouwers bij een wedstrijd: 79.115 – Spanje 2–1 Sovjet-Unie (1964)[53]
  - Meeste toeschouwers bij een groepswedstrijd: 76.864 – Schotland 0–2 Engeland (1996)[53]
  - Meeste toeschouwers bij een wedstrijd waarin het gastland niet speelde: 76.165 – Italië 2–0 Spanje (2016)[53]
- Jongste aanvoerder: 23 jaar, 234 dagen – Dominik Szoboszlai (Hongarije: 2024)[54]